# Sidi Boushab
Sidi Boushab (Berbers: ⵙⵉⴷⵉ ⴱⵓⵛⵃⴻⴱ) is een plaats in de Marokkaanse prefectuur Chtouka-Aït Baha met 10.438 inwoners (2004). Het dorp ligt dicht bij de A7, op 35 kilometer van de stad Agadir. De inwoners van deze stad zijn Soussi's. In de omgeving worden olijven, arganolie, groenten, maïs en graan geproduceerd. Vanuit het dorp heeft veel migratie plaatsgevonden naar Frankrijk, Nederland, België en Italië. Deze migranten investeren veel geld in het dorp.
Het dorp is genoemd naar de heilige Sidi Boushab, die hier begraven is. Elk jaar is er een feest ter nagedachtenis van deze heilige.